# Guzmania acorifolia
Espèce
Classification APG II (2003)
Guzmania acorifolia est une espèce de plante de la famille des Bromeliaceae, endémique du Venezuela.